# Niels Giffey
Niels Giffey (ur. 8 czerwca 1991 w Berlinie) – niemiecki koszykarz, występujący na pozycjach rzucającego obrońcy lub niskiego skrzydłowego, olimpijczyk, obecnie zawodnik Žalgirisu Kowno.
W 2014 reprezentował Utah Jazz podczas rozgrywek letniej ligi NBA.

## Osiągnięcia
Stan na 13 września 2023, na podstawie, o ile nie zaznaczono inaczej.

### NCAA
- Mistrz:
  - NCAA (2011, 2014)
  - turnieju konferencji Big East (2011)
- Uczestnik turnieju:
  - NCAA (2011, 2012, 2014)
  - Portsmouth Invitational Tournament (2014)

### Drużynowe
- Mistrz Niemiec (2020, 2021)
- Wicemistrz:
  - Eurocup (2019)
  - Niemiec (2018, 2019)
- Zdobywca:
  - pucharu:
    - Niemiec (2016, 2020)
    - Litwy (2022)

  - Superpucharu Niemiec (2014)
- Finalista Pucharu Niemiec (2018, 2019, 2021)
- Uczestnik rozgrywek międzynarodowych:
  - Euroligi (2014/2015 – TOP 16, 2019–2021)
  - Eurocup (2015–2018 – TOP 16, 2018/2019)

### Indywidualne
- MVP kolejki ligi litewskiej (5 – 2021/2022)
- Debiutant roku niemieckiej ligi NBBL (2007)
- Uczestnik:
  - meczu gwiazd niemieckiej ligi:
    - BBL (2015–2018)
    - NBBL (2009, 2010)

  - Adidas Eurocapmu (2014)

### Reprezentacja
Seniorska
- Mistrz świata (2023)[4]
- Uczestnik:
  - igrzysk olimpijskich (2020 – 8. miejsce)[a]
  - mistrzostw:
    - świata (2019 – 18. miejsce, 2023)
    - Europy (2013 – 17. miejsce, 2015 – 17. miejsce)

  - kwalifikacji:
    - olimpijskich (2021 – 1. miejsce)
    - do mistrzostw:
      - świata (2019)
      - Europy (2016/2017 – 6. miejsce)

Młodzieżowe
- Uczestnik mistrzostw Europy:
  - U–20 (2011 – 5. miejsce)
  - U–18 (2008 – 14. miejsce)
  - U–16 (2006 – 15. miejsce)
  - U–16 dywizji B (2007 – 9. miejsce)